# ایستگاه راه‌آهن شهرضا
ایستگاه راه‌آهن شهرضا در شهرضا، استان اصفهان واقع شده‌است. این ایستگاه تحت مالکیت شرکت راه‌آهن جمهوری اسلامی ایران قرار دارد.